# Metarhadinorhynchus thaparus
Metarhadinorhynchus thaparus is een soort in de taxonomische indeling van de Acanthocephala (haakwormen). De worm wordt meestal 1 tot 2 cm lang. Ze komen algemeen voor in het maag-darmstelsel van ongewervelden, vissen, amfibieën, vogels en zoogdieren.
De haakworm komt uit het geslacht Metarhadinorhynchus en behoort tot de familie Illiosentidae. Metarhadinorhynchus thaparus werd in 1977 beschreven door P. C. Gupta & V. C. Gupta.